# Metallapoderus spinipes
Metallapoderus spinipes es una especie de coleóptero de la familia Attelabidae.

## Distribución geográfica
Habita en Sudáfrica.